# Andreea Răducan
Andreea Mădălina Răducan (Bârlad, 1983. szeptember 30. –) olimpiai és világbajnok román tornász. A Nemzetközi Torna Szövetség 1999 óta a Világszínvonalú tornászok közt tartja számon. 2018-ban bekerült az International Gymnastics Hall of Fame-be.

## Életpályája
Négyéves korában kezdett tornázni a bârladi Iskolai Sportklubban Veronica Ionașcu és Alice Gheorghiu irányítása mellett.
Több juniorként szerzett országos bajnoki cím megszerzése után, 1996-ban került a román junior válogatottba Onești-re, ahol Ștefan Gal és Clemența Garabet voltak az edzői. 1998-ban az olimpiai válogatott tagjaként Déván kezdett edzeni Mariana Bitang, Octavian Bellu és Lucian Sandu keze alatt.
Ugyanazon évben a szentpétervári junior Európa-bajnokságon két ezüst- és egy bronzérmet szerzett, a csapattal és gerendán, illetve talajon.
Első világbajnoki címeit 1999-ben Tiencsinben szerezte talajon és a csapattal, ugyanakkor gerendán ezüstérmes lett. A 2001-es genti világbajnokságon három aranyérmet nyert a csapattal, gerendán és talajon, továbbá két bronzot egyéni összetettben és ugrásban.
A 2000. évi nyári olimpiai játékokon Sydneyben aranyérmet szerzett a csapattal és ezüstöt ugrásban. Az egyéni összetettben neki ítélt aranyérmet a Nemzetközi Olimpiai Bizottság visszavonta, mert a doppingellenőrzési vizsgálaton pozitívnak találták efedrinre, ami a csapat egyik orvosa által felírt hűlés elleni gyógyszer egyik összetevőjeként jutott a szervezetébe, így azt Răducan csapattársa, Simona Amânar, az ezüstöt pedig egy másik csapattársa Maria Olaru kapta meg.

### Visszavonulása után
2002-ben történt visszavonulása után a Román Olimpiai Alapítványnál dolgozott.
A Temesvári Nyugati Tudományegyetemen testnevelés szakon szerzett diplomát, majd a Bukaresti Egyetemen újságírásból mesteri végzettségett. 2017-óta a Román Tornaszövetség elnöki tisztségét tölti be. Ugyanezen évben házasodtak össze Daniel Tandreuval, lányuk Amira Sophia az év szeptember 25-én született.
2010-ben Reversul Medaliei (Kb. Az érem másik oldala) címmel jelent meg önéletrajza.

## Díjak, kitüntetések
2018-ban bekerül az International Gymnastics Hall of Fame-be.
Tevékenységéért megkapta a Kiváló Sportoló címet, 2000-ben pedig a Hűséges Szolgálat Nemzeti Érdemrenddel tüntették ki.
1999-ben felkerült a Nemzetközi Torna Szövetség Világszínvonalú tornászok listájára, ugyanakkor Déva városa díszpolgárává avatta.